# Herman Holmberg
Herman Birger Holmberg, född den 7 juli 1844 i Vadstena, död den 14 augusti 1935 i Lidingö, var en svensk militär.
Holmberg blev underlöjtnant vid Vendes artilleriregemente 1863, löjtnant 1869 och kapten 1876. Han var sekreterare i Artilleristaben 1874–1878, lärare vid Artilleri- och ingenjörhögskolan 1878–1891 och chef för nämnda högskola 1891–1898. Holmberg blev major i armén 1891 och vid Svea artilleriregemente 1892 samt överstelöjtnant vid Andra Svea artilleriregemente 1894. Han var överste och chef för Norrlands artilleriregemente 1898–1907 samt överste i 6:e arméfördelningens reservbefäl 1907–1909. Holmberg blev ledamot av Krigsvetenskapsakademien 1886. Han blev riddare av Svärdsorden 1891 och av Nordstjärneorden 1895 samt kommendör av andra klassen av Svärdsorden 1901 och kommendör av första klassen 1905. Holmberg vilar på Lidingö kyrkogård.